# 備前中継局
備前中継局（びぜんちゅうけいきょく）は岡山県備前市笹尾山にあるテレビジョン放送とFMラジオ放送の重要中継局及び小規模中継局である。

## 放送区域
地上デジタル放送におけるこの中継局の電波法に定める放送区域（1mV/m）は岡山県備前市及び和気郡和気町の各一部、約3,600世帯である。具体的には備前市中心部及び伊部地区とそこから和気町大中山温泉に至る国道374号沿いのいずれも平地部、更には岡山県道397号寒河本庄岡山線片上大橋までの湾岸（片上湾・久々井湾・東備港）一帯に当たる。

## 歴史
- 1965年（昭和40年）6月1日 - NHK岡山放送局総合テレビジョン備前中継局および教育テレビジョン備前中継局開局。
- 1972年（昭和47年）9月28日 - NHK岡山放送局FM放送備前中継局開局。
- 1984年（昭和59年）9月18日 - 西日本放送標準テレビ放送備前中継局開局。
- 1999年（平成11年）4月1日 - 岡山エフエム放送備前中継局開局。
- 2005年（平成17年）11月1日 - アナアナ変換対策開始に伴い新アナログチャンネル放送開始。
- 2006年（平成18年）2月20日 - アナアナ変換に関わる旧アナログチャンネル停波。
- 2009年（平成21年）1月30日 - 全局地上デジタルテレビジョン放送開始。

### アナアナ変換
この中継局もデジタル放送開始にあわせて全国的に行われた現行アナログチャンネルの移行、いわゆる「アナアナ変換」の対象となり、2005年11月1日より対策を開始、翌年2006年2月20日には旧チャンネルを停波し新チャンネルに移行した。対象となったアナログチャンネルはRNC西日本放送（30ch+→40ch+）及びKSB瀬戸内海放送（32ch→42ch+）の2波。対策世帯は5,600世帯である。
停波した旧アナログチャンネル2波は双方ともが岡山・香川地区の大電力基幹局でデジタルチャンネルとして使用される重要なチャンネルである。そのうち30chはKSB瀬戸内海放送のデジタルチャンネルとして、32chはNHK岡山総合テレビのデジタルチャンネルとしてそれぞれ岡山金甲山親局やその周辺サテライト局（当中継局周辺：和気中継局、山陽中継局、32chのみ当中継局でも）で使用されている。

### 地上デジタル放送
この中継局のデジタル化は岡山県内第1号であり、本放送開始は親局が開局してから約10か月後のことである。なお岡山・香川地区全体での中継局第1号は香川県三豊市の西讃岐中継局であり当中継局はそれに次いで2局目に当たる。
2007年9月19日に中国総合通信局より予備免許交付、翌日20日より試験放送を開始し、10月15日に本放送を開始した。

## 施設
中継局は備前市中心部の南に位置し、片上湾に面した笹尾山山頂の北側標高271m地点に存在する。
局所規模はNHKが重要中継局、民放が小規模中継局である。

## 地上デジタルテレビジョン放送送信設備
| リモコンキーID                                                          | 放送局名          | 物理チャンネル | 空中線電力 | ERP   | 放送対象地域   | 放送区域内世帯数 |
| ----------------------------------------------------------------------- | ----------------- | -------------- | ---------- | ----- | -------------- | ---------------- |
| 1                                                                       | NHK岡山総合テレビ | 32ch           | 300mW      | 1.7W  | 岡山県         | 約3,600世帯      |
| 2                                                                       | NHK岡山教育テレビ | 45ch           | 300mW      | 1.7W  | 全国           | 約3,600世帯      |
| 4                                                                       | RNC西日本放送     | 34ch           | 300mW      | 1.15W | 岡山県・香川県 | 約3,600世帯      |
| 5                                                                       | KSB瀬戸内海放送   | 31ch           | 300mW      | 1.25W | 岡山県・香川県 | 約3,600世帯      |
| 6                                                                       | RSK山陽放送       | 19ch           | 300mW      | 1.3W  | 岡山県・香川県 | 約3,600世帯      |
| 7                                                                       | TSCテレビせとうち | 29ch           | 300mW      | 1.25W | 岡山県・香川県 | 約3,600世帯      |
| 8                                                                       | OHK岡山放送       | 46ch           | 300mW      | 1.25W | 岡山県・香川県 | 約3,600世帯      |
| ※全局局名は備前局 ※全局に指向性あり ※中継局であるためコールサインは無い |                   |                |            |       |                |                  |

## 地上アナログテレビジョン放送送信設備
| チャンネル                                                                                      | 放送局名          | 空中線電力        | ERP                | 放送対象地域   | 放送区域内世帯数 |
| ----------------------------------------------------------------------------------------------- | ----------------- | ----------------- | ------------------ | -------------- | ---------------- |
| 40+                                                                                             | RNC西日本放送     | 映像3W/ 音声750mW | 映像12W/音声3W     | 岡山県・香川県 | -                |
| 42+                                                                                             | KSB瀬戸内海放送   | 映像3W/ 音声750mW | 映像12W/音声3.1W   | 岡山県・香川県 | -                |
| 53+                                                                                             | TSCテレビせとうち | 映像3W/ 音声750mW | 映像15.5W/音声3.8W | 岡山県・香川県 | -                |
| 55+                                                                                             | NHK岡山教育テレビ | 映像3W/ 音声750mW | 映像11.5W/音声2.9W | 全国           | -                |
| 57+                                                                                             | NHK岡山総合テレビ | 映像3W/ 音声750mW | 映像11.5W/音声2.9W | 岡山県         | -                |
| 59+                                                                                             | OHK岡山放送       | 映像3W/ 音声750mW | 映像11.5W/音声2.9W | 岡山県・香川県 | -                |
| 61+                                                                                             | RSK山陽放送       | 映像3W/ 音声750mW | 映像15.5W/音声3.8W | 岡山県・香川県 | -                |
| ※全局局名は備前局 ※全局に指向性あり ※中継局であるためコールサインは無い ※全局オフセット+10kHz局 |                   |                   |                    |                |                  |

## FMラジオ放送送信設備
| 周波数（MHz）                       | 放送局名      | 空中線電力 | ERP   | 放送対象地域 | 放送区域内世帯数 |
| ----------------------------------- | ------------- | ---------- | ----- | ------------ | ---------------- |
| 82.6                                | NHK岡山FM放送 | 10W        | 18W   | 岡山県       | -                |
| 83.8                                | FM岡山        | 10W        | 19.5W | 岡山県       | -                |
| ※全局局名は備前局 ※全局に指向性あり |               |            |       |              |                  |

## AMラジオ放送送信設備
| 周波数（kHz） | 放送局名    | 空中線電力 | 放送対象地域 | 放送区域内世帯数 |
| ------------- | ----------- | ---------- | ------------ | ---------------- |
| 1494          | RSK山陽放送 | 1kW        | 岡山県       | 不明             |